# Терем – Хан Крум
Терем – Хан Крум е военно-ремонтен завод в Търговище, дъщерно дружество на държавния холдинг „Терем“. Създаден е през 1966 г. като военно-ремонтен завод „Завод 17“, с предмет на дейност – ремонт на автомобилни двигатели и радиоремонт, ремонт на танкове и производство на нови детайли, възли и агрегати за бронетанковата техника на въоръжение в Българската армия. През 1969 г. се преименува в МЗ „Хан Крум“. През 2019 г. към „Терем – Хан Крум“ се влива „Терем – Овеч“ ЕООД, Провадия.

## История
С разпореждане на Министерски съвет №762 от 6 май 1961 г. е утвърдено планово задание за проектиране на танкоремонтен завод в Търговище, а първата копка е положена на 10 април 1962 г. Въз основа на Заповед №0187 от 26 май 1962 г. на Министъра на отбраната от 19 юни 1962 г. се смята за формиран „ТАРЗ 17“. Влизането в сила на щата на завода през януари 1964 г. узаконява първите производствени участъци – за механична обработка, шлосерен, инструментален и за галванични покрития. През 1965 г. стартира производствената дейност с ремонт на автомобили, като поетапно се включват нови звена и се оформят следните направления, ремонти на: на автомобили ЗИЛ; двигатели и радиоремонт; танкове и производство на нови детайли, възли и агрегати за бронетанкова техника.

### Завод 17
През 1966 г. стартира редовната експлоатация и пълно усвояване на планираните производствени мощности на завода, с усвояване ремонта на танкове Т-34 и последващо усвояване на Т-54, Т-55 и автомобили ЗИЛ-130 и ЗИЛ-150.

### МЗ „Хан Крум“ и МРК „Хан Крум“
През 1969 г. „Завод 17“ се преименува в МЗ „Хан Крум“. През следващите години заводът се усъвършенства и развива, усвоен е ремонтът на нови образци танкове – Т-62, Т-72. През 1973 г. в завода започва производството на трансмисионните агрегати и сглобяването на верижен влекач МТ-ЛБ.
В периода от 1970 до 1986 г. в „Хан Крум“ са направени няколко разширения, в резултат на което се достига до почти пълно затваряне на технологичния цикъл на производствената дейност – производство, ремонт и модернизация на бронетанкова техника. Построени са сградите на ковашко-пресовия завод за производство на щамповки и щанцовки за бронетанкова техника; нов завод за производство на трансмисионни агрегати; машино-монтажен завод за асемблиране на МТ-ЛБ и модификациите му; инструментално-механичен завод. През 1986 г. е открит корпус 2А – нов танкоремонтен завод.
С течение на времето се променя структурата на завода, и през октомври 1978 г. се преименуванува в Машиноремонтен комбинат „Хан Крум“ (МРК „Хан Крум“). През този период в комбината работят над 5000 души, като месечно се извършва основен ремонт на 22 танка.

### Терем – Хан Крум
На 7 юли 2004 г. заводът е преименуван в „Терем – Хан Крум“ ЕООД, като еднолично търговско дружество с ограничена отговорност. През 2019 г. съгласно Решение на Министъра на отбраната – Красимир Каракачанов и Протокол на Борда на директорите на холдинга „Терем“ ЕАД е осъществено вливане на „Терем – Овеч“ ЕООД гр. Провадия в „Терем – Хан Крум“ ЕООД, гр. Търговище.

## Ръководители
- Христо Богданов (2010[4] – 2014)[5]
- Николай Радев (след 2014 г.)[5]

## Служители
Брой на служителите през годините:
- над 5000 (1978)[3]
- над 300 (2013)[6]
- над 200 (2020)[1]

## Протести
През октомври 2013 г. в завода се провежда подписка с искане да не се освобождава от длъжността управител назначеният през 2010 г. Христо Богданов. В нея се подписват 210 работници. Мотивите на заетите в завода са, че дружеството работи добре, има поръчки, и че заплатите се получават редовно. През февруари 2014 г. в завода отново голяма част от работниците излизат на протест в защита на управителя си.